# Enguinegatte

Enguinegatte este o comună în departamentul Pas-de-Calais, Franța. În 2009 avea o populație de 431 de locuitori.